# H. Craig Severance
Harold Craig Severance (1 de julio de 1879-2 de septiembre de 1941)  fue un arquitecto estadounidense conocido por sus numerosos proyectos en Nueva York, como el Coca-Cola Building, Nelson Tower y sobre todo el 40 Wall Street (actualmente, The Trump Building).

## Biografía
Nació el 1 de julio de 1879, y sus padres eran George Craig Severance y Emma Alida Gilbert. Se casó con Faith Griswold Thompson.
En sus primeros años, Severance trabajó para Carrere and Hastings y más adelante, se asoció con William van Alen. La asociación terminó de forma abrupta y a finales de la década de 1920 ambos se encontraban compitiendo por erigir el edificio más alto del mundo, Severance con el 40 Wall Street y Van Alen con el edificio Chrysler. Aunque el edificio Chrysler ganó con 318,8 m, tras instalar su aguja en secreto; Severance se quejó aduciendo que él tenía el espacio ocupado más alto. La discusión se volvió fútil tras la finalización del Empire State Building menos de un año más tarde.
Falleció el 2 de septiembre de 1941.

## Otros diseños reconocidos
- 50 Broadway, Nueva York
- 400 Madison Avenue, Nueva York
- Bank of the U.S., Nueva York
- Montague–Court Building, Nueva York
- Taft Hotel, Nueva York